# Monte Romano
Monte Romano es una localidad italiana de la provincia de Viterbo, región de Lacio, con 2.012 habitantes.

## Evolución demográfica
| Gráfica de evolución demográfica de Monte Romano entre 1861 y 2001 |
|                                                                    |
| Fuente ISTAT - elaboración gráfica de Wikipedia                    |